# Agencia Española de Seguridad Alimentaria y Nutrición
La Agencia Española de Seguridad Alimentaria y Nutrición (AESAN) es el organismo público español, adscrito al Ministerio de Derechos Sociales, Consumo y Agenda 2030, que se encarga de garantizar el más alto grado de seguridad alimentaria y promover la salud de los ciudadanos mediante una nutrición saludable.
La AESAN está encabezada por el presidente, quien es al mismo tiempo el secretario general de Consumo y Juego, actualmente Andrés Barragán Urbiola. En la práctica, las labores ejecutivas de la agencia las asume el director Ejecutivo, actualmente Ana Maria López-Santacruz Serraller.
La Agencia, que entre 2014 y 2018 era conocida como Agencia Española de Consumo, Seguridad Alimentaria y Nutrición, forma parte de la red de agencias destinadas a la seguridad alimentaria y que es encabezada por la Autoridad Europea de Seguridad Alimentaria.

## Historia

### Origen
Desde la consagración en la Constitución Española del derecho a la protección de la salud, las distintas administraciones han desarrollado numerosa legislación con el objetivo de cumplir con tal mandato. En lo relativo a la Agencia, el año 1999 fue un año importante en cuanto a la variedad de actores implicados en la creación de este organismo autónomo.
El 23 de junio de 1999, el Congreso de los Diputados aprobó una Resolución instando al Gobierno de la Nación a la constitución de una Agencia Española para la Seguridad Alimentaria, algo que posteriormente, en diciembre de ese año, se vio refrendado por el Libro Blanco sobre la Seguridad Alimentaria presentado por la Comisión Europea. Entre otras medidas, este libro blanco contemplaba la creación de una Autoridad Europea en materia de seguridad alimentaria (lo que más adelante sería la Autoridad Europea de Seguridad Alimentaria), que debería contar con organismos análogos en los Estados miembros, para así constituir entre todos ellos una red de cooperación e intercambio de información, bajo la coordinación de dicha Autoridad Europea.

### Agencia de Seguridad Alimentaria
La agencia fue finalmente creada en 2001 mediante la Ley 11/2001, de 5 de julio. La mencionada ley, publicada el día 7 del mismo mes, creaba el organismo como Agencia Española de Seguridad Alimentaria, adscrita al Ministerio de Sanidad y Consumo pero con la participación en los órganos de dirección de los Ministerios de Agricultura, Pesca y Alimentación, de Medio Ambiente, así como del Ministerio de Ciencia y Tecnología.
La agencia estaba encabezada por el presidente, quien ejercía la representación del organismo y presidía el Consejo de Dirección y el Consejo Consultivo. Éste era nombrado por Real Decreto del Consejo de Ministros, a propuesta del Ministro de Sanidad y Consumo. Asimismo, la agencia poseía un Director Ejecutivo, quien complementaba al Presidente en la gestión del organismo. Éste era nombrado por Real Decreto del Consejo de Ministros, a propuesta del Consejo de Dirección.
El primer presidente de la agencia fue María Purificación Neira González, mientras que el primer director ejecutivo fue María Pilar Farjas Abadía.
En 2005, el Ministerio de Sanidad y Consumo desarrolló la Estrategia para la Nutrición, Actividad Física y Prevención de la Obesidad (Estrategia NAOS). Esta Estrategia respondía a una preocupación creciente de las autoridades sanitarias nacionales e internacionales por la ascendente evolución de la prevalencia de la obesidad, considerándola como enfermedad en sí misma y porque supone un factor de riesgo para otras enfermedades de mayor gravedad.
A raíz de esta Estrategia, en 2006 la agencia fue renombrada como Agencia Española de Seguridad Alimentaria y Nutrición (AESAN), ya que se le añadieron competencias sobre nutrición con el objetivo principal de prevenir la obesidad. En 2011 las Cortes Generales aprobaron la nueva Ley de Seguridad Alimentaria y Nutrición.
En 2012, con el objetivo de «profundizar y mejorar la gestión de la seguridad alimentaria» se le atribuyó al Secretario General de Sanidad y Consumo la presidencia de la agencia y del Instituto Nacional del Consumo.

### Refundición con el Instituto Nacional del Consumo
La reforma más profunda que ha sufrido la agencia desde su creación acaeció en 2014. A principios de este año, la Agencia Española de Seguridad Alimentaria y Nutrición y el Instituto Nacional de Consumo se refundieron, dando lugar a la Agencia Española de Consumo, Seguridad Alimentaria y Nutrición (AECOSAN). 
De acuerdo con el Real Decreto 19/2014 que fusionó ambos organismos, la refundición de éstos fue posible ya que ambos compartían «misión en cuanto a la protección de la salud y seguridad de los consumidores y usuarios» y, aunque con áreas de actuación diferentes, lo cierto es que, los dos trabajaban «en el ámbito de los alimentos, si bien con competencias diferentes», y los dos disponían «de líneas de trabajo de carácter administrativo, analítico y de investigación» que se podían «complementar y, así, rentabilizar mejor el uso de los recursos públicos.». Igualmente, en el ámbito de la Unión Europea, «la estructura administrativa que vela por los intereses de los consumidores y usuarios, tanto en el ámbito de la seguridad alimentaria, como en el del consumo, forma parte de una misma dirección general, favoreciendo un tratamiento integral y un enfoque conjunto de estas materias.». Finalmente, otro factor relevante fue que la presidencia de ambos organismos era ejercido por el mismo alto cargo, el Secretario General de Sanidad y Consumo. 

### Vuelta al origen
Tras más de cuatro años de trabajo conjunto, en agosto de 2018, durante el primer gobierno de Pedro Sánchez, se recuperó la Dirección General de Consumo, que asumió competencias sobre los derechos de los consumidores y se volvió a recuperar la agencia con su denominación y estructuras previas a la refundición.
En 2020, se integró en el Ministerio de Consumo a través de la Secretaría General de Consumo y Juego.
En agosto de 2022 se aprobó un nuevo estatuto, que actualizaba el anterior. Entre las novedades, se renombró el Consejo de Dirección como Consejo Rector, en consonancia con el resto de organismos autónomos, se renombraron las subdirecciones generales y se crea una nueva, de Nutrición, para enfatizar las políticas en ese ámbito. Asimismo, se ratificó el hecho de que el Centro de Investigación y Control de la Calidad ya no dependiese de la Agencia, sino que lo haría de la Dirección General de Consumo, tal y como se estableció en 2018.
En 2023, tras la supresión del Departamento de Consumo, el organismo se adscribió al Ministerio de Derechos Sociales, Consumo y Agenda 2030.

## Funciones
- Coordinar las actuaciones relacionadas directa o indirectamente con la seguridad alimentaria.
- Instar actuaciones ejecutivas y normativas, de las autoridades competentes, especialmente en situaciones de crisis o emergencia.
- Coordinar el funcionamiento de las redes de alerta existentes en el ámbito de la seguridad alimentaria.
- Asesorar en la planificación y desarrollo de las políticas alimentarias.
- Elaborar, en coordinación con el Comité Científico, informes técnicos y difundirlos.

## Estructura
La AESAN se estructura como sigue:
- El Presidente. La presidencia de la Agencia recae en el titular de la Secretaría General de Consumo y Juego. Representa al organismo y vela por la consecución de sus objetivos.
- El Consejo Rector. Es el órgano colegiado de gobierno de la Agencia. Es encabezado por el presidente y se compone de dos vicepresidentes, uno elegido por el Ministerio de Agricultura, Pesca y Alimentación y otro por el Ministerio de Sanidad y de vocales nombrados por los departamentos de la Administración General del Estado, las comunidades autónomas, la Federación Española de Municipios y Provincias, el Consejo de Consumidores y Usuarios y de las organizaciones económicas más representativas de los sectores industriales de producción, distribución y comercialización de productos, y de los servicios de interés general.
- El Director Ejecutivo. Es el órgano ejecutivo de la Agencia, del cual dependen el resto de órganos administrativos. Es nombrado por el Consejo de Ministros a propuesta del presidente de la Agencia.
  - La Secretaría General. Es responsable de la gestión y dirección administrativa de los recursos humanos, económicos, financieros, informáticos, logísticos y materiales.
  - La Subdirección General de Gestión de la Seguridad Alimentaria. Asume el desarrollo de las funciones relativas a la gestión del riesgo alimentario en la producción, transformación, elaboración, transporte, distribución y venta o servicio al consumidor final y colectividades, así como la Secretaría de la Comisión Interministerial para la Ordenación Alimentaria (CIOA).
  - La Subdirección General de Control Oficial y Alertas, a la que le corresponde coordinar las actuaciones de las Administraciones Públicas en territorio nacional, relativas al control oficial de productos alimenticios, para proteger la salud e intereses de los consumidores y del conjunto de los agentes de la cadena alimentaria, así como coordinar el funcionamiento de la redes de alerta existentes en territorio español y su integración en los respectivos sistemas comunitario e internacional. Corresponde igualmente a esta Subdirección General el control y supervisión de:
    - El Centro Nacional de Alimentación, que realiza funciones de apoyo científico-técnico y de control analítico de laboratorio en la detección de contaminantes químicos y biológicos actuando como laboratorio de referencia en aquellos casos establecidos en las disposiciones correspondientes.
    - El Laboratorio de Biotoxinas Marinas, que desempeña funciones de apoyo científico-técnico y control analítico de laboratorio en el campo de las biotoxinas marinas, actuando como laboratorio de referencia en los casos en que las disposiciones correspondientes así lo establezcan.

  - La Subdirección General de Nutrición, responsable de las funciones relativas a la gestión de la promoción de una alimentación saludable, promoviendo al mismo tiempo la práctica de la actividad física, con el fin de invertir la tendencia ascendente de la prevalencia de la obesidad, en coordinación con el centro directivo con competencias en materia de salud pública del Ministerio de Sanidad.

## Lista de Presidentes
Entre 2012 y 2020, el Secretario General de Sanidad fue, ex officio, Presidente de la Agencia Española de Seguridad Alimentaria y Nutrición. Desde 2020 lo es el Secretario General de Consumo y Juego. Desde 2002, éstos han sido los presidentes:
1. María Purificación Neira González (2002–2005)
2. Félix Lobo Aleu (2005–2008)
3. Roberto Sabrido Bermúdez (2008–2012)
4. Pilar Farjas Abadía (2012–2014)
5. Rubén Moreno Palanques (2014–2015)
6. José Javier Castrodeza Sanz (2015–2018)
7. Ricardo Campos Fernández (2018)
8. Faustino Blanco González (2018–2020)
9. Rafael Escudero Alday (2020–2023)
10. Bibiana Medialdea García (2023–2024)
11. Andrés Barragán Urbiola (2024-presente)

## Lista de Directores Ejecutivos
- María Pilar Farjas Abadía (2002–2004)
- José Ignacio Arranz Recio (2004–2008)
- Ana María Troncoso González (2008–2012)
- Ángela López de Sá (2012–2015)
- Teresa Robledo de Dios (2015–2018)
- Marta Natividad García Pérez (2018–2021)
- Isabel Peña-Rey Lorenzo (2021–2024)[16]
- Ana María López-Santacruz Serraller (2024-presente)[17]

## Presupuesto
| Década 2000 | Década 2000  | Década 2000 | Década 2000 | Década 2010 | Década 2010  | Década 2010 | Década 2010 | Década 2020 | Década 2020  | Década 2020 | Década 2020 |
| Año         | Presupuesto  | Variación   | Ref.        | Año         | Presupuesto  | Variación   | Ref.        | Año         | Presupuesto  | Variación   | Ref.        |
| ----------- | ------------ | ----------- | ----------- | ----------- | ------------ | ----------- | ----------- | ----------- | ------------ | ----------- | ----------- |
| 2001        | -            | -           | [ 18 ]      | 2011        | 17.399.460 € | 7,47 %      | [ 19 ]      | 2021        | 15.906.530 € | 1,62 %      | [ 20 ]      |
| 2002        | 1.803.030 €  | -           | [ 21 ]      | 2012        | 15.922.320 € | 8,49 %      | [ 22 ]      | 2022        | 21.056.420 € | 32,38 %     | [ 23 ]      |
| 2003        | 10.695.110 € | 493,17 %    | [ 24 ]      | 2013        | 14.936.500 € | 6,19 %      | [ 25 ]      | 2023        | 22.128.760 € | 5,09 %      | [ 26 ]      |
| 2004        | 13.813.820 € | 29,16 %     | [ 27 ]      | 2014        | 14.936.500 € | 0 %         | [ 28 ]      |             |              |             |             |
| 2005        | 14.872.670 € | 7,67 %      | [ 29 ]      | 2015*       | 28.549.370 € | 91,14 %     | [ 30 ]      |             |              |             |             |
| 2006        | 16.085.020 € | 8,15 %      | [ 31 ]      | 2016        | 28.852.760 € | 1,06 %      | [ 32 ]      |             |              |             |             |
| 2007        | 18.087.030 € | 12,45 %     | [ 33 ]      | 2017        | 32.552.760 € | 12,83 %     | [ 34 ]      |             |              |             |             |
| 2008        | 18.556.710 € | 2,6 %       | [ 35 ]      | 2018        | 29.905.820 € | 8,13 %      | [ 36 ]      |             |              |             |             |
| 2009        | 19.191.890 € | 3,42 %      | [ 37 ]      | 2019**      | 16.168.470 € | 45,94 %     | [ 38 ]      |             |              |             |             |
| 2010        | 18.805.440 € | 2,01 %      | [ 39 ]      | 2020        | 16.168.470 € | 0 %         | [ 38 ]      |             |              |             |             |

* El anómalo incremento del presupuesto entre 2015 y 2018 se debe a la fusión entre la AEMPS y el Instituto Nacional del Consumo.
** El drástico decrecimiento presupuestario se debe a la recuperación de la Dirección General de Consumo, que asumió parte de sus competencias.